# Bughea de Jos
Bughea de Jos est une commune roumaine située dans le județ d'Argeș.